# مقاطعة ديكالب (تينيسي)
مقاطعة ديكالب (بالإنجليزية: DeKalb County, Tennessee)‏ هي إحدى مقاطعات ولاية تينيسي في الولايات المتحدة. ، وتبلغ مساحتها 852 كم2، بلغ عدد سكانها 18723 نسمة في عام 2010 حسب إحصاء مكتب تعداد الولايات المتحدة وتصل الكثافة السكانية فيها 22 نسمة/كم2.

## وصلات خارجية
- dekalbtennessee.com